# نولان لیری
نولان لیری (انگلیسی: Nolan Leary؛ ‏ ۲۶ آوریل ۱۸۸۹ – ۱۲ دسامبر ۱۹۸۷) بازیگر و نمایشنامه‌نویس اهل ایالات متحده آمریکا بود. وی بین سال‌های ۱۹۱۹ تا ۱۹۸۱ میلادی فعالیت می‌کرد. او کار بازیگری را در جریان جنگ جهانی اول در کشور فرانسه جهت سرگرمی ساختن نیروهای مسلح ایالات متحده آمریکا آغاز کرد.
از فیلم‌هایی که وی در آن‌ها نقش داشته‌است، می‌توان به پولیانا، هیچ‌چیز بجز دردسر و زندگی پنهان والتر میتی اشاره نمود.